# Гексахлорорениевая кислота
Гексахлорорениевая кислота — неорганическое соединение, сильная кислота с формулой H2[ReCl6],
зелёно-коричневые растворы.

## Получение
- Действие соляной кислоты на хлорид рения(IV):

{\displaystyle {\mathsf {ReCl_{4}+2HCl\ {\xrightarrow {}}\ H_{2}[ReCl_{6}]}}}
- Действие соляной кислоты на оксид рения(VI):

{\displaystyle {\mathsf {ReO_{2}+6HCl\ {\xrightarrow {}}\ H_{2}[ReCl_{6}]+2H_{2}O}}}
- Восстановление перренатов иодистым водородом в концентрированной соляной кислоте:

{\displaystyle {\mathsf {2KReO_{4}+6HI+14HCl\ {\xrightarrow {}}\ 2H_{2}[ReCl_{6}]+2KCl+3I_{2}+8H_{2}O}}}

## Физические свойства
Гексахлорорениевая кислота образует зелёно-коричневые растворы.

## Химические свойства
Образует соли гексахлорорениты:
- Гексахлорорениты щелочных металлов: K2[ReCl6], Rb2[ReCl6], Cs2[ReCl6], (NH4)2[ReCl6] — окрашены в зелёный цвет;
- Гексахлороренит таллия Tl2[ReCl6] — окрашены в жёлтый цвет;
- Гексахлороренит серебра Ag2[ReCl6] — окрашены в оранжевый цвет;